# یواس‌اس رمزی (اف‌اف‌جی-۲)
یواس‌اس رمزی (اف‌اف‌جی-۲) (به انگلیسی: USS Ramsey (FFG-2)) یک کشتی بود که طول آن ۴۱۴ فوت ۶ اینچ (۱۲۶٫۳۴ متر) بود. این کشتی در سال ۱۹۶۳ ساخته شد.